# Sonic X
Sonic le Rebelle Sonic Boom
Sonic X (ソニックX) est une série télévisée d’animation japonaise en 78 épisodes de 24 minutes chacun, créée d’après les jeux vidéo Sonic et diffusée à partir du 6 avril 2003 sur TV Tokyo au Japon. En France, la série a été diffusée à partir du 19 novembre 2003 sur TF1 dans l’émission TF! Jeunesse ainsi que sur les chaines Fox Kids et Jetix. L'intégralité est disponible sur Amazon Prime Video et sur YouTube en version française ainsi que sur ADN en versions française et originale sous-titrée.
Sonic X est la quatrième série télévisée centrée sur le personnage de Sonic. Elle a pour particularité d’être développée par la Sonic Team, l’équipe qui a créé Sonic et s’occupe des jeux vidéo Sonic. Elle intègre des éléments des jeux Sonic Adventure, Sonic Adventure 2 et Sonic Battle.

## Synopsis

### Saison 1
Tout commence sur la planète de Sonic où celui-ci est à nouveau en train de faire tomber à l’eau les plans machiavéliques du Dr Robotnik, mais ce dernier met une Émeraude du Chaos dans sa machine et provoque une terrible explosion qui envoie tout le monde sur Terre. À son arrivée, Sonic se fait courser par une patrouille de police, puis survole la ville grâce à sa vitesse. Il est émerveillé de voir ça, mais il tombe dans une piscine et se fait sauver de la noyade par un jeune garçon nommé Chris. Tous les deux se lient d’amitié et Chris l’héberge jusqu’à ce qu’ils puissent tous rentrer dans leur monde d’origine.

### Saison 2
Une paisible journée est perturbée par la venue de Cosmo, une mystérieuse créature venue de l’espace afin de demander de l’aide pour combattre les terribles Métarex qui cristallisent un à un le cœur des planètes. Il s’ensuit la venue d’un robot géant qui subtilise celui de la planète où vivent Sonic et ses amis. Le groupe embarque alors à bord du Typhon, le vaisseau créé par Tails, afin de parcourir l’espace à la recherche des Émeraudes du Chaos que Sonic a perdues en affrontant Dark Oak, le maitre des Métarex, et tenter de mettre un terme à la suprématie de ce dernier.

## Distribution
| Personnages                 | Voix françaises,                                  | Voix japonaises    |
| --------------------------- | ------------------------------------------------- | ------------------ |
| Sonic                       | Alexandre Gillet                                  | Junichi Kanemaru   |
| Tails                       | Marie-Eugénie Maréchal                            | Ryō Hirohashi      |
| Amy                         | Naïké Fauveau                                     | Taeko Kawata       |
| Knuckles                    | Sébastien Desjours                                | Nobutoshi Kanna    |
| Chris                       | Hervé Grull                                       | Sanae Kobayashi    |
| Chris (18 ans)              | Hervé Grull                                       | Masakazu Morita    |
| Cream                       | Marie Millet                                      | Sayaka Aoki        |
| Cheese                      | Naïké Fauveau                                     | Etsuko Kozakura    |
| Robotnik (Eggman en VO)     | Marc Bretonnière                                  | Chikao Ōtsuka      |
| Decoe                       | Antoine Nouel                                     | Ken Yamaguchi      |
| Bocoe                       | Yann Le Madic                                     | Bin Shimada        |
| Bokkun                      | Sébastien Desjours                                | Yumiko Kobayashi   |
| Rouge                       | Marie Lenoir                                      | Rumi Ochiai        |
| Sam                         | Antoine Nouel                                     | Soichiro Tanaka    |
| Lindsay (mère de Chris)     | Naïké Fauveau                                     | Naomi Shindō       |
| Nelson (père de Chris)      | Antoine Nouel (Marc Bretonnière dans l’épisode 6) | Ken Yamaguchi      |
| Chuck (grand-père de Chris) | Antoine Nouel                                     | Bin Shimada        |
| Ella                        | Marie Lenoir                                      | Kujira             |
| Édouard (Tanaka en VO)      | Yann Le Madic                                     | Naoki Imamura      |
| Le président                | Marc Bretonnière                                  | Tomohisa Asō       |
| Mr Stewart                  | Antoine Nouel                                     | Michio Nakao       |
| Scarlett Garcia             | Marie Lenoir                                      | Yuka Shioyama      |
| Topaz                       | Marie Millet                                      | Yukari Hikida      |
| Frances                     | Marie Millet                                      | Yuka Shioyama      |
| Danny                       | Marie-Eugénie Maréchal                            | Naomi Shindō       |
| Helen                       | Marie Millet                                      | Noriko Hidaka      |
| Froggy                      | Antoine Nouel                                     | Tomohisa Asō       |
| Bleu (Big en VO)            | Antoine Nouel                                     | Takashi Nagasako   |
| Pachacamac (père de Tikal)  | Antoine Nouel                                     | Toshihiko Nakajima |
| Tikal                       | Naïké Fauveau                                     | Kaori Aso          |
| Shadow                      | Benoît Du Pac                                     | Kōji Yusa          |
| Maria                       | Naïké Fauveau (Marie Millet dans l’épisode 35)    | Yuri Shiratori     |
| Vector                      | Yann Le Madic                                     | Kenta Miyake       |
| Espio                       | Antoine Nouel                                     | Yuki Masuda        |
| Charmy                      | Marie Millet                                      | Yoko Teppozuka     |
| Vanilla (mère de Cream)     | Naïké Fauveau                                     | Sayaka Aoki        |
| Cosmo                       | Marie Lenoir                                      | Etsuko Kozakura    |
| Dark Oak                    | Antoine Nouel                                     | Joji Nakata        |
| Luchs                       | Antoine Nouel                                     | Katsuyuki Konishi  |
| Roi Rouge (Red Pine)        | Antoine Nouel                                     | Hōchū Ōtsuka       |
| Roi Noir (Black Narcissus)  | Antoine Nouel                                     | Ken Narita         |
| Roi Blanc (Pale Bayleaf)    | Antoine Nouel                                     | Jūrōta Kosugi      |
| Roi Jaune (Yellow Zelkova)  | Benoît Du Pac                                     | Takeshi Watabe     |
| Molly                       | Blanche Ravalec                                   | Hoko Kuwashima     |

## Épisodes
Il y a ambigüité autour du découpage des épisodes, car celui-ci varie en fonction des pays et des différents services qui distribuent la série. En effet, les versions japonaise et française (hors Amazon Prime) se découpent en 2 saisons, respectivement de 52 et de 26 épisodes, tandis que la version américaine répartit les épisodes en 3 saisons de 26 épisodes.

## Exportation
- Le doublage français a été réalisé par le studio SOFI. L’adaptation française a été dirigée par Marie Desprez (ép. 01–13, 40, 44, 46), Gérard Salva (ép. 14–39, 41–43, 45, 47–57, 63–65, 72, 76), Marie Roberts (ép. 58–62, 69, 73–75, 77, 78) et Patricia Llense (ép. 66–68, 70, 71).

- Aux États-Unis, la société 4Kids a acquis les droits de la série et en réalisa une adaptation édulcorée afin de mieux faire convenir le programme au public américain. Ce montage est sensiblement différent de la version japonaise : il comprend des dialogues réécrits, des fonds musicaux entièrement recomposés, des scènes supprimées ou remontées, ceci dans le but d’atténuer la violence ou la tristesse de certaines scènes. Cela comprend des changements notables dans le scénario, comme par exemple Maria qui ne meurt plus mais est simplement capturée, rendant incompréhensible le désir de vengeance de Gérald Robotnik. La totalité des pays occidentaux fonderont leur adaptation de Sonic X sur cette version fortement « occidentalisée », à l’exception de la France, probablement parce que la série y a été adaptée plusieurs mois avant l’acquisition des droits aux États-Unis par 4Kids. Enfin, il est à noter que depuis que 4Kids a appliqué le chapitre 11 de la loi sur les faillites des États-Unis, Saban a acquis les droits de la version américaine de Sonic X.
- En Occident, seule la version française est directement adaptée de la version japonaise. Les versions coréenne, thaïlandaise, taïwanaise (mandarin), hongkongaise (cantonais), indonésienne et malaisienne ont également été adaptées de la version originale. Autrement, tous les pays ont fait usage de la version 4Kids comme version racine.
- La deuxième saison a été diffusée en Thaïlande en exclusivité mondiale[3],[4], puis en France quelques jours après. En effet, le Japon avait décidé d’attendre la sortie des DVD pour distribuer sa version, ce qui est très rare pour une série japonaise. Finalement, le Japon ne sortira pas de DVD pour la saison 2. Néanmoins, près de 15 ans après la fin de la diffusion de la saison 1 sur TV Tokyo, Kids Station, une autre chaine japonaise, annonce sa rediffusion pour janvier 2020[5]. Les téléspectateurs japonais pourront visionner pour la première fois la saison 2 de la série qui est restée jusqu’à maintenant inédite au Japon, hormis via Hulu et AniTV. Cela apporte également une version sous-titrée en japonais. Cet évènement s’explique par la promotion de la sortie de Sonic, le film produit par Paramount Pictures.

- La plupart des doubleurs français de Sonic X reprendront leurs rôles dans les jeux Sonic ayant les doublages en français, à commencer par Sonic Generations, 5 ans après l’arrêt de la série.

- Dans Sonic X, le doublage français reprend le nom Robotnik alors que la version originale avait gardé le nom Eggman. Ce n’est qu’à partir de Sonic Generations que le nom Eggman est utilisé dans les doublages français.

## Autour de la série
- Certains épisodes comportent des musiques tirées des jeux vidéo Sonic Adventure et Sonic Adventure 2, à savoir Live & Learn, 3 Black Noises, Fakery Way, Vengeance Is Mine, CHAOS ver.0, 2, 4 et Will You Continue?. Alors que la version japonaise diffusée à la télévision proposait la chanson Midori no Hibi d’Off Course dans l’épisode 52, la musique The Last Scene est entendue sur les DVD japonais ainsi que tous les autres doublages adaptés de la version japonaise.

- Dans Sonic Adventure DX: Director’s Cut, l’une des missions de Sonic se déroulant à Station Square, la ville où vit Chris dans Sonic X, consiste à amasser 100 anneaux et à les amener près d’un panneau représentant Sonic et Chris.